# Paranaleptes reticulata
Paranaleptes reticulata är en skalbaggsart som först beskrevs av Thomson 1877.  Paranaleptes reticulata ingår i släktet Paranaleptes och familjen långhorningar.
Artens utbredningsområde är Kenya. Inga underarter finns listade i Catalogue of Life.